# Salix kungmuensis
Salix kungmuensis — вид квіткових рослин із родини вербових (Salicaceae).

## Морфологічна характеристика
Це невеликий кущ, до 50 см заввишки. Молоді гілочки зібрані разом на верхівках гілок, темно-коричневі, голі. Листкова ніжка 3–8 мм, гола; листкова пластинка широко видовжена, 1–2 × 0.6–1.2 см, шерстисті в молодості, потім ± голі, зазубрений дистально, верхівка злегка притуплена чи гострувата. Сережки на верхівках гілок. Чоловіча сережка ≈ 15 × 6 мм. Жіноча сережка ≈ 10 × 9 мм.

## Середовище проживання
Юньнань. Росте на висотах 3500–3800 метрів.